# Всеобщие выборы в Коста-Рике (1986)
Всеобщие выборы в Коста-Рике проходили 2 февраля 1986 года. На них избирались президент Коста-Рики, два вице-президента и 57 депутатов Законодательного собрания. Оскар Ариас Санчес от Партии национального освобождения был избран президентом Коста-Рики. На парламентских выборах его партия также одержала победу. Явка составила 81,8 %.

## Избирательная кампания
В это время в Коста-Рике действовала фактическая двухпартийная система. В стране чувствовалась военная напряженность с соседней Никарагуа из-за недавно произошедшей сандинистской революции и военных действий диктатора Никарагуа Даниэля Ортеги против правых партизанских повстанцев контрас на её южной границе, игнорирующих официальные границы и прямых столкновений с полицией и силами безопасности Коста-Рики. В результате таких стычек один полицейский погиб и несколько получили ранения, и обе страны оказались на грани войны. В то время как некоторые люди обвиняли бывшего президента Родриго Карасо в том, что он позволил никарагуанскому Сандинистскому фронту национального освобождения действовать на северной территории Коста-Рики против тогдашнего диктатора Анастасио Сомосы, другие, наоборот, возмущались ястребиным поведением президента Луиса Альберто Монхе по отношению к сандинистам Никарагуа и его поддержкой контрас.
Бывший министр и депутат Оскар Ариас встретился с бывшим вице-президентом Карлосом Мануэлем Кастильо на закрытых праймериз Партии национального освобождения. Кастильо пользовался поддержкой традиционного руководства партии, включая бывших президентов и основателей партии Хосе Фигераса Феррера, Даниэля Одубера Кироса и Луиса Альберто Монхе. Ариас считался молодым альтернативным кандидатом и «аутсайдером» на выборах, но ему удалось получить большинство голосов и поддержку населения.
Партия социал-христианского единства выдвинула бывшего министра иностранных дел в администрации Карасо Рафаэля Анхеля Кальдерона Фурнье, сына основателя Кальдеронизма Рафаэля Анхеля Кальдерона Гуардиа.
В ходе кампании тема мира была центральной. Кальдерон пытался представить себя ястребом, который не испытывает никаких противоречий в военном противостоянии с Никарагуа. Ариас наоборот пытался показать себя человеком мира и переговорщиком, который умиротворит регион. Его лозунгом было «Paz para mi gente» («Мир для моего народа»). Фактически, некоторые аналитики также видели в позиции Ариаса резкую критику Луиса Альберто Монхе, его собственной партии и его жёсткой позиции. С тех пор Монхе и Ариас стали политическими врагами.
Избирательная кампания Партии национального освобождения была сосредоточена на том, чтобы показать Кальдерона как человека войны и вспомнить старые исторические периоды, обвинив кальдеронизм в гражданской войне 1948 года и попытке вторжения кальдеронистов, поддержанной Сомосой в 1955 году. Кампания даже дошла до того, что изобразила Кальдерона в предвыборном мультфильме избалованным ребёнком, готовым к войне, одетым в одежду Кико, популярного персонажа из мексиканского комедийного телесериала Эль-Чаво-дель-Очо.

## Результаты

### Президентские выборы
| Кандидат                             | Кандидат                             | Партия                               | Голосов   | %    |
| ------------------------------------ | ------------------------------------ | ------------------------------------ | --------- | ---- |
|                                      | Оскар Ариас Санчес                   | Партия национального освобождения    | 620 314   | 52,3 |
|                                      | Рафаэль Анхель Кальдерон Фурнье      | Партия социал-христианского единства | 542 434   | 45,8 |
|                                      | Родриго Гутьеррес Саэнс              | Народный альянс *                    | 9 099     | 0,8  |
|                                      | Альваро Эдуардо Монтеро Мехиа        | Объединённый народ                   | 6 599     | 0,6  |
|                                      | Алехандро Мадригал Бенавидес         | Христианский национальный альянс     | 5 647     | 0,5  |
|                                      | Эухенио Хименес Санчо                | Независимая партия                   | 1 129     | 0,1  |
| Недействительных/пустых бюллетеней   | Недействительных/пустых бюллетеней   | Недействительных/пустых бюллетеней   | 31 078    | -    |
| Всего                                | Всего                                | Всего                                | 1 216 300 | 100  |
| Зарегистрированных избирателей/ Явка | Зарегистрированных избирателей/ Явка | Зарегистрированных избирателей/ Явка | 1 486 474 | 81,8 |
| Источник: Election Resources         |                                      |                                      |           |      |

* Народный альянс был коалицией Народного авангарда и Широкого демократического фронта.

### Парламентские выборы
|                                       |                                       |           |      |       |       |
| Партия                                | Партия                                | Голоса    | %    | Места | +/-   |
|                                       | Партия национального освобождения     | 560 964   | 47,8 | 29    | -4    |
|                                       | Партия социал-христианского единства  | 485 860   | 41,4 | 25    | новая |
|                                       | Объединённый народ                    | 31 685    | 2,7  | 1     | -3    |
|                                       | Народный альянс                       | 28 551    | 2,4  | 1     | новая |
|                                       | Христианский национальный альянс      | 19 972    | 1,7  | 0     | новая |
|                                       | Партия аграрного союза Картаго        | 13 575    | 1,2  | 1     | +1    |
|                                       | Национальная независимая партия       | 10 598    | 0,9  | 0     | новая |
|                                       | Партия всеобщего союза                | 4 402     | 0,4  | 0     | новая |
|                                       | Демократическое действие Алахуэлы     | 4 324     | 0,4  | 0     | -1    |
|                                       | Истинная лимонская партия             | 3 813     | 0,3  | 0     | 0     |
|                                       | Партия солидарности Алахуэлы          | 3 604     | 0,3  | 0     | новая |
|                                       | Независимая партия                    | 3 067     | 0,3  | 0     | 0     |
|                                       | Национальная независимая партия       | 2 054     | 0,2  | 0     | 0     |
| Недействительных/пустых бюллетеней    | Недействительных/пустых бюллетеней    | 43 854    | -    | -     | -     |
| Всего                                 | Всего                                 | 1 216 053 | 100  | 57    | 0     |
| Зарегистрированных избирателей / Явка | Зарегистрированных избирателей / Явка | 1 486 474 | 81,8 | -     | -     |
| Источники: TSE; Election Resources    |                                       |           |      |       |       |